# Рогачёва, Татьяна Прокопьевна
Татьяна Прокопьевна Рогачёва — доярка совхоза «Новоеловский», Тальменского района Алтайского края. Герой Социалистического Труда (06.09.1973).

## Биография
Родилась 9 ноября 1937 года в селе Маклаково Енисейского района Красноярского края. В 1950 году переехала с родителями на остров Диксон. После окончания семи классов работала официанткой в столовой, затем разнорабочей в СМК «Диксонстрой».
В 1955 году вышла замуж, в 1959 году переехала с мужем на его родину в село Курочкино Тальменского района. Поступила разнорабочей в Курочкинское отделение Тальменского совхоза, через год стала дояркой.
После реорганизации совхоза «Тальменский» работала в третьем отделении совхоза «Новоеловский». За высокие производственные показатели в апреле 1971 года награждена орденом Ленина.
В 1973 году надой на корову в её группе составил 4250 килограммов. Это был рекорд, и Указом Президиума Верховного Совета СССР ей присвоено звание Героя Социалистического Труда. Награждена 4 медалями ВДНХ.
С 1975 года — оператор машинного доения совхоза «30 лет Победы». В ноябре 1992 года вышла на пенсию.
Решением Тальменского районного Совета депутатов от 17 августа 2001 года присвоено звание «Почётный гражданин Тальменского района». С 2010 года член Совета старейшин при Губернаторе Алтайского края.
Живёт в Тальменском районе (2018).
Семья — муж, четверо детей.